# Gravtjärnen (Anundsjö socken, Ångermanland, 707104-159464)
Gravtjärnen är en sjö i Örnsköldsviks kommun i Ångermanland och ingår i Moälvens huvudavrinningsområde.